# Санта Луча (Пескара)
Санта Луча (итал. Santa Lucia) је насеље у Италији у округу Пескара, региону Абруцо.
Према процени из 2011. у насељу је живело 194 становника. Насеље се налази на надморској висини од 77 м.